# فلوريد الجرمانيوم الرباعي
فلوريد الجرمانيوم الرباعي (أو رباعي فلوريد الجرمانيوم) هو مركب كيميائي يتكون من الجرمانيوم والفلور، له الصيغة الكيميائية GeF4، ويكون على شكل غاز عديم اللون.

## التصنيع
يتكون هذا الغاز عديم اللون من تفاعل الجرمانيوم مع الفلور أو من تفاعل ثنائي أكسيد الجرمانيوم (GeO2) مع حمض الهيدروفلوريك. يمكن إنتاج ثنائي فلوريد الجرمانيوم من تفاعل رباعي فلوريد الجرمانيوم مع مسحوق الجرمانيوم في درجة 150–300 °C.
كما يمكن تحضير رباعي فلوريد الجرمانيوم من تفاعل الجرمانيوم مع الفلور أو فلوريد الهيدروجين:
{\displaystyle \mathrm {Ge+2\ F_{2}\longrightarrow GeF_{4}} }
كما يمكن تحضيره من التحلل الحراري للملح المعقد BaGeF6، والذي يحضر بدوره من إذابة أكسيد الجرمانيوم الرباعي (ثنائي أكسيد الجرمانيوم) في حمض هيدروفلوريك بوجود كلوريد الباريوم:
{\displaystyle \mathrm {Ba(GeF_{6})\longrightarrow GeF_{4}+BaF_{2}} }

## الخواص
يمتاز رباعي فلوريد الجرمانيوم بأنه غير قابل للاحتراق وغاز على شكل دخان ذو رائحة شبيهة بالثوم. يتفاعل مع الماء لتكوين حمض الهيدروفلوريك وثنائي فلوريد الجرمانيوم. أما التفكك الجزيئي فيحدث في درجة حرارة أعلى من 1000 °C.

## الاستعمالات
يستخدم فلوريد الجرمانيوم الرباعي مع مركبات السيلان الثنائية في صناعة سبيكة سيليكون-جرمانيوم SiGe.